# اوتی پی‌یسکی

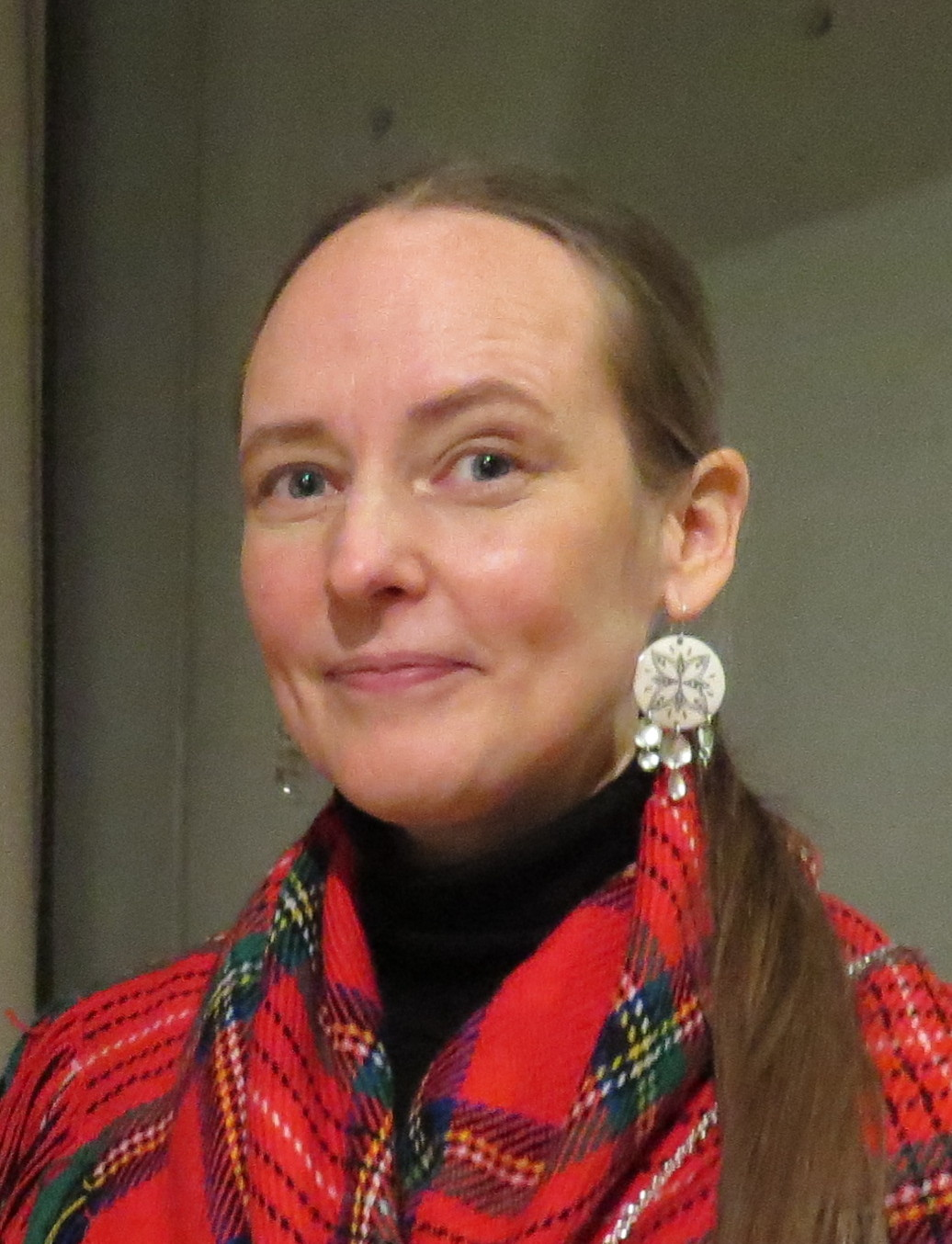
اوتی پی‌یِسْکی (۲۰۱۹)

اوتی پی‌یِسْکی (متولد ۱۹۷۳) هنرمند تجسمی و نقاش از مردمان سامی (اسکاندیناوی) اهل فنلاند است. او در سال ۲۰۱۷ مفتخر به دریافت جایزه دانشکده هنرهای زیبا، هلسینکی شد.

## پیشینه
اوتی پی‌یِسْکی که در سال ۱۹۷۳ در هلسینکی به دنیا آمد، دختر پدری سامی و مادری فنلاندی است. او در هلسینکی بزرگ شد و فارغ‌التحصیل سال ۲۰۰۰ دانشگاه هنر هلسینکی است. او همچنین در انستیتو آموزشی سامی در ایناری تحصیل کرد.
نقاشی‌های او اغلب با منگوله‌های شال‌های سنتی سامی قاب می‌شود. او همچنین از نخ، شاخه‌ها و لحاف‌های زینتی برای ارتقای آثار خود استفاده کرده‌است. او اخیراً به دنبال تأکید بر نور و طبیعت در مناطق قطبی شمال بوده و محیط فرهنگی و بومی شمال فنلاند را تقویت می‌کند.
نمایشگاه‌های انفرادی و نمایشگاه‌های گروهی وی در سطح بین‌المللی در مرکز ساوت بنک لندن (۲۰۱۷)، موزه هنر مدرن اسپو (۲۰۱۸) موزه هنر اولو (۲۰۱۹) خانه اسکاندیناوی در نیویورک، مجموعه فیلیپس در واشینگتن دی سی و در سفارتخانه‌های شمال اروپا برپا شده‌است.